# Emmanuel Schikaneder
Emanuel Schikaneder (Straubing, 1 de setembre de 1751 - Viena, 21 de setembre de 1812) fou actor, cantant, director, poeta, així com a director estrenada a Viena, en el teatre Auf der Wieden, el 1791, i s'estrenà a Barcelona, en el seu idioma original, el 1925.
Després de la seva època escolar a Regensburg, el 1773 s'inclinà pel teatre. Va pertànyer a diverses companyies teatrals (Moser, Brenner), s'independitzà el 1778 i va estar viatjant sense cap mena de rumb per tota l'àrea del sud d'Alemanya i Àustria. Una de les parades més freqüents entre 1780/81 fou Salzburg, on va travar coneixement amb Mozart. A Viena donà representacions en el teatre Auf der Wieden el 1788, però tornà a emprendre gires per Salzburg, Augsburg, Regensburg, fins que el 1789 amb Benedikt Schack i Franz Xaver Gerl, es feu càrrec del teatre Auf der Wieden. La evolució de la situació en general i preocupacions financeres l'induïren a renunciar a la seva condició d'empresari i a vendre el privilegi imperial que li havia estat atorgat el 1790.
Entre 1807/09 fou director del teatre municipal de Brno i el 1812 devia de fer-se càrrec de la direcció del teatre de Budapest. Estant ja mentalment trastornat, la mort el sorprengué a Viena. Per fi, la vida de permanent activitat d'un gran comediant, que perseguí l'èxit no sols a causa d'una elevada recaptació sinó que es preocupà per la literatura (Shakespeare, Schiller, Lessing, Goethe) i el nou teatre musical (Gluck, Mozart), va trobar el degut reconeixement (Komorzynski, Deutsch).
Sent autor de més de cinquanta espectacles teatrals i de més de quaranta llibrets, Schikaneder encarrilà diversos aspectes a donar els seus fruits, per exemple amb Raymund i Nestroy. La seva fama va unida en la que ell mateix cantà i interpretà el paper de Papageno, i amb la seva continuació Das Labyrinth (el 1798 amb Peter Winter. Per a ell va escriure Mozart el 1780, com a número especial per a Die zwei schlaflosen Nächte de Carlo Gozzi, el recitatiu i ària KV 365a/Anh. lla, el duo KV 592a/625 de 1790 i la cantata masona KV 623que Mozart inscriví coma última composició del seu index d'obres.
Mecenes de les arts musicals proporcionà els mitjans a diversos artistes per la seva formació, entre ells a la soprano Anna Milder-Hauptmann. De teatre i maçó. Va escriure el llibre de La flauta màgica, del que se'n aprofità Weingartner per compondre la seva refosa. Mozart aprofità l'original de Schikaneder per al llibret de la seva famosa òpera del mateix títol.